# Dora Mahfoudhi
Dora Mahfoudhi ou Dorra Mahfoudhi, née le 7 août 1993, est une athlète tunisienne spécialiste du saut à la perche. Elle remporte la médaille d'or aux Jeux africains de 2011 et 2019.

## Biographie
Elle effectue ses études secondaires au lycée pilote Bourguiba de Tunis puis étudie à la faculté de médecine de Tunis. Elle remporte le concours de la perche lors des Jeux africains de 2019 en améliorant son record de 16 cm pour le porter à 4,31 m. En plus de la médaille d'or, elle s'empare également du Record de Tunisie du saut à la perche détenue alors par Leila Ben Youssef avec 4,30 m.

## Palmarès
| Date | Compétition                    | Lieu         | Résultat | Marque |
| ---- | ------------------------------ | ------------ | -------- | ------ |
| 2011 | Championnats d'Afrique juniors | Gaborone     | 1re      | 3,40 m |
| 2011 | Jeux africains                 | Maputo       | 1re      | 3,60 m |
| 2012 | Championnats arabes juniors    | Amman        | 1re      | 3,55 m |
| 2012 | Championnats d'Afrique         | Porto-Novo   | 3e       | 3,40 m |
| 2013 | Championnats panarabes         | Doha         | 3e       | 3,60 m |
| 2014 | Championnats d'Afrique         | Marrakech    | 3e       | 3,80 m |
| 2015 | Jeux africains                 | Brazzaville  | 2e       | 4,10 m |
| 2016 | Championnats d'Afrique         | Durban       | 2e       | 3,80 m |
| 2017 | Championnats panarabes         | Radès        | 1re      | 4,15 m |
| 2018 | Championnats d'Afrique         | Asaba        | 1re      | 4,10 m |
| 2018 | Coupe continentale             | Ostrava      | 6e       | 4,00 m |
| 2019 | Championnats panarabes         | Le Caire     | 1re      | 4,00 m |
| 2019 | Jeux africains                 | Rabat        | 1re      | 4,31 m |
| 2021 | Championnats panarabes         | Radès        | 1re      | 3,90 m |
| 2022 | Championnats d'Afrique         | Saint-Pierre | 2e       | 3,70 m |
| 2023 | Championnats panarabes         | Marrakech    | 1re      | 3,90 m |
| 2024 | Jeux africains                 | Accra        | 2e       | 3,70 m |
| 2024 | Championnats d'Afrique         | Douala       | 2e       | 3,90 m |

## Records
| Épreuve          | Épreuve   | Marque      | Lieu             | Date            |
| ---------------- | --------- | ----------- | ---------------- | --------------- |
| Saut à la perche | Plein air | 4,31 m (NR) | Rabat            | 27 août 2019    |
| Saut à la perche | En salle  | 4,10 m      | Clermont-Ferrand | 22 février 2020 |